# Acarmantaş, Kozan
Acarmantaş là một xã thuộc huyện Kozan, tỉnh Adana, Thổ Nhĩ Kỳ. Dân số thời điểm năm 2009 là 1.206 người.